# Philadelphia Flyers
Philadelphia Flyers este o echipă profesionistă americană de hochei pe gheață cu sediul în Washington, D.C. Echipa face parte din Divizia Metropolitană a Conferinței de Est din NHL și își joacă meciurile de pe teren propriu la Wells Fargo Center din South Philadelphia Sports Complex, o arenă acoperită pe care o împarte cu Philadelphia 76ers din National Basketball Association (NBA) și Philadelphia Wings din National Lacrosse League (NLL). Făcând parte din expansiunea NHL din 1967, Flyers este prima dintre echipele de expansiune din era post-Original Six care a câștigat Cupa Stanley, fiind victorioasă în 1973-74 și din nou în 1974-75.
Procentul de puncte din toate timpurile al echipei Flyers de 57,1% (începând cu sezonul 2021-22 din NHL) este al treilea cel mai bun din NHL, după Vegas Golden Knights și Montreal Canadiens. În plus, Flyers au cele mai multe participări în finala conferinței dintre toate cele 24 de echipe de expansiune (16 participări, câștigând 8) și sunt pe locul al doilea după St. Louis Blues pentru cele mai multe participări în playoff dintre toate echipele de expansiune (40 din 54 de sezoane).
Flyers și-au jucat meciurile de acasă pe Broad Street încă de la înființare, mai întâi la Spectrum din 1967 până în 1996, iar apoi la Wells Fargo Center din 1996. Flyers au avut rivalități cu mai multe echipe de-a lungul anilor. Din punct de vedere istoric, cei mai mari adversari ai lor au fost New York Rangers, cu o rivalitate intensă care se întinde până în anii 1970. De asemenea, au dus campanii îndelungate împotriva celor de la New York Islanders în anii 1970 și 1980, Boston Bruins în anii 1970 și 2010, Washington Capitals, încă de pe vremea când se aflau în Divizia Patrick, precum și împotriva celor de la New Jersey Devils, cu care au făcut schimb de titluri în Divizia Atlantic în fiecare sezon între 1994-95 și 2006-07, și cu rivalii lor din cealaltă parte a statului, Pittsburgh Penguins, care este considerată de unii ca fiind cea mai bună rivalitate din ligă.